# Amritpal Singh
Amritpal Singh Sandhu (17 gennaio 1993) è un politico indiano.
È un separatista indiano Khalistani radicale e un sedicente predicatore sikh.

## Biografia
Dopo aver vissuto a Dubai per un decennio, è tornato in Panjab nel settembre 2022, dopo essere stato nominato leader di Waris Panjab De (lett. "Eredi del Punjab"). Una volta rientrato in patria, ha avviato una campagna che ha incoraggiato i giovani ad astenersi dalla droga, ad adottare una forma tradizionalista di sikhismo e ha sostenere uno stato sikh sovrano.
Fonti dell'intelligence indiana affermano che Sandhu è stato sostenuto dall'Inter-Services Intelligence e che ha accumulato armi mentre formava una milizia privata chiamata Anandpur Khalsa Dal (Forza Anandpur Khalsa)  Nel marzo 2023 il governo statale, agendo in coordinamento con il governo centrale, ha lanciato un'intensa repressione contro Sandhu e i suoi accoliti. È stato arrestato il 23 aprile 2023 per tentato omicidio; gli adepti di Waris Panjab De considerano tale detenzione illegale.